# 月宮こはる
月宮 こはる（つきみや こはる、1994年12月17日 - ）は、日本のAV女優。ARROWS所属。

## 略歴・人物
2016年に「結月せいら（ゆづき せいら） 」としてデビューしたロリ系の巨乳AV女優。
2017年より「月宮こはる」として活動。
2023年5月22日週FANZA動画フロアランキングにて、出演した『BAZOOKA 冬の大感謝セール コスパ最強ノーカットベスト爆乳限定2749分』（BAZOOKA）が1位を記録。

## 出演作品

### アダルトDVD
2016年
- 発掘し隊 天然原石美人 関東近郊の山村で暮らす巨乳美女に会いに行く（1月19日、キチックス）※「ゆりえ」名義
- 新・素人娘、お貸しします。 VOL.45（1月20日、プレステージ）
- ハロウィンナンパ 2015in渋谷 〜浮かれたシロウト娘大収穫祭〜（1月20日、DOC）※「かな」名義　共演:あやか　他出演:サラ、あい、ケイコ、りさ、さつき、もえ、みき
- 地上波出演経験アリ! 話題の美女パチスロライターが天然Fカップを見せつけAVデビュー starring by ともみん（●´＾｀●）（1月22日、FIRST STAR）※「ともみん」名義
- 業界で大注目の美人姉妹!姉はプロゴルファー! 専属キャディーの妹が姉に内緒でまさかのAVデビュー!（2月12日、S級素人）※「せりな」名義
- 綺麗な顔してデカ尻！欲情してしまうママ友のエロ美巨尻（2月19日、みるふぃーゆ）
- 「今年の春、先生になります…」 教師採用内定現役大学生（3月2日、プレステージ）
- 修学旅行のバスの中で男子校生のお願いを断れず優しい騎乗位でこっそり中出しさせてくれたガイドさん（3月5日、ナチュラルハイ）他出演:中里美穂、成宮いろは ほか
- 120%リアルガチ軟派伝説 vol.34 in京都（3月11日、プレステージ）※「さとみ」名義　他出演:あやか、みさき、みさと、なぎさ、ゆりな
- 嘘発見器でJKを丸ハダカ! 「本当はエッチ好きなんでしょ?」（3月11日、DOC）※「ゆき」名義　他出演:まゆ、まき、えり、さえこ、まな、なつき、まりあ、しずか
- ガチナンパ! 思わずニュルッっと入っちゃった 女の子6人中5人!! 素人さんにお願いしまくって生パン見せてもらった後に素股までさせてもらっちゃいました。 PART.29（3月15日、ピーターズ）他出演:河音くるみ、若槻みづな、有賀ゆあ ほか
- シロウトTV×PRESTIGE 巨乳SPECIAL 01（9月9日、プレステージ）※「セイラ」名義　他出演:あずさ、あやの、もも、ひより、まき、さき、リオ

2017年
- 同窓会で再会したクラスのマドンナがバツイチになっていたので気分転換にと開催した人妻合コン 生ハメ成功! WARUNORI飲み会ビデオ（9月1日、ブリット）共演:笹倉杏、小泉沙彩、咲坂花恋
- 可愛い顔してデカ尻!!（9月1日、MARRION）
- 突然できた若くてキレイな義母が裸族（9月7日、アイエナジー）他出演:池上まひろ、中村日咲、水谷なな
- 素人カップル対抗! 男女混合エロプロレス 2 〜勝てば賞金!負けたら自慢の彼女がリングで寝取られ罰ゲーム〜（10月5日、ROCKET）名義　共演:若槻みづな　他出演:松下美織、桜ちなみ
- 酒池肉林のカオス状態!! ボクの部屋はいつの間にか行き場を失った女の子たちの都合のいい溜まり場になっています。部屋は狭くなり食費も掛かりますが、部屋にいる女の子たちは都合よくボクの気分で何度も抱かせてくれるので好き勝手させています。彼女たちは決して嫌がることはありません。 ※ちなみに彼女たちの本名も知りません。（10月7日、お夜食カンパニー）共演:玉木くるみ ほか　他出演:星空もあ、美咲かんな ほか
- ケガ人の僕が介助をたのんだらボランティアの綺麗な人妻さんがやってきた! 下着のラインがくっきりなピタパンで無意識に密着ケアしてくるので思わず超勃起しちゃってたまりすぎの精子をパンツ内におもらし!! 奥さんは落ち込む僕をみて「いいのよ大丈夫」と汚れたチ○ポを優しく処理してくれそれでも勃っぱなし状態を憐れに思ったのかこっそり挿入まで許してくれた!（10月27日、SCOOP）他出演:吉川あいみ、中村日咲、今井ゆあ
- ベロCHUマート 胸チラ誘惑する店員さんとベロキスしながら靴が買える店（10月19日、ROCKET）共演:青山はな、若槻みづな
- 一般男女モニタリングAV マジックミラーの向こうには両親! 心優しい巨乳の姉が未だに童貞の弟へのセックス指導で1発10万円の連続射精ミッションに挑戦! アソコを擦り合わせるだけで勃起したカチカチ弟チ○ポ！恥じらいつつも男を感じて濡れちゃった姉マ○コに勢い余って素股でヌルッと生挿入! 両親の目の前なのに大学生姉弟の筆おろし近親相姦は一度の射精では収まらない!終わらない連続中出し!! 4組合計13発!!（11月7日、ディープス）※「もえ」名義　他出演:みさき、あかね、ももこ
- 「奥さん!!中出しの仕方教えて下さい m（_ _）m」 マ○コで射精出来無いセンズリ大好き男子を奥様は不憫に思い、ひと肌脱いでハダカの相談お人好しで断れない優しい人妻のHなボランティア活動!（11月10日、S級素人）他出演:夏希みなみ、玉木くるみ、結城ありさ、黒瀬萌衣、池上まひろ
- 入院した同僚を見舞いに行ったら、やってきたソソる看護師が明らかにノーブラで巨乳!しかも半尻も見えるミニスカ姿! ドキドキしていると「どうかしました、具合悪いですか」と声をかけられ個室に連れて行かれて…（11月16日、SOSORU×GARCON）他出演:日比乃さとみ、月本愛
- 顔出しNG! 95cm Gカップ! 長野在住オチ○ポジャンキー露出狂 変態パンティー仮面 女子大生デビュー 金玉子(21)（11月16日、ROCKET）※「金玉子」名義
- パンチラ&ポロリ連発! イタズラ我慢リモバイ平均台バランスゲーム（11月19日、ATOM）他出演:佐々木ひな、日比乃さとみ、北川ゆず、月本愛
- 挑発! パンチラオナニー 2（12月21日、グローリークエスト）他出演:紺野ひかる、水谷心音、水城りの、福咲れん、夏希みなみ、玉木くるみ、川村まや ほか

2018年
- 天然Fカップ巨乳妻をナンパ性交（1月25日、ビッグモーカル）他出演:玉木くるみ ほか
- 1人で温泉にやってきたボクが混浴であることに気づかず露天風呂に入ったら、女子会旅行でやってきた美女御一行様と鉢合わせ! 湯船に見え隠れする美尻にフル勃起したチ○ポに興奮した彼女たちから空っぽになるまで精子を絞りとられた!（2月2日、h.m.p）共演:夏希みなみ、玉木くるみ、初夏、橘かれん
- 巨尻と巨尻が闘うボトムレス(下半身裸)バトル（2月22日、ROCKET）共演:塚田詩織、西川りおん、今井ゆあ
- ザ・ピストン騎乗位（4月5日、グローリークエスト）他出演: 紺野ひかる、川村まや、夏希みなみ、大槻ひびき
- 誘惑的パンチラコレクション 5（4月25日、アロマ企画）他出演:紗々原ゆり、まなかかな、白井ゆずか、陽菜なつ、榎本葉月
- ローション、墨汁、どろんこまみれ! ウェット&メッシー(WAM) AV女優○×クイズ 2（5月10日、ROCKET）他出演:あやね遥菜、葉月もえ、早川瑞希、姫乃ひな
- AJOI 究極の完全主観オナニーサポートDVD 9 Aromatic Jerk Off Instruction（5月13日、アロマ企画）他出演:愛里るい、一ノ瀬恋、紗々原ゆり、陽菜なつ
- 結んでほどいてキワドイ紐パン挑発（5月13日、アロマ企画）他出演:石原ルリカ、鈴森ひなた、藍原あおい、神宮寺ナナ、陽菜なつ
- 下乳とパンチラ挑発コレクション 3（5月25日、アロマ企画）他出演:森はるら、紗々原ゆり、桜木優希音、藍原あおい、榎本葉月
- 【肉感注意】下品なほどドスケベで豊満な肉厚娘に媚薬を飲ませ脳みそバグって失禁ダダ漏れ! 中出しキメパコ専用のはいぱーさせ子になりましたwww（6月19日、チキチキカマー）
- 騎乗位で上半身を動かさずに腰だけをグイングイン振りまくって中出しさせる馬乗りドスケベ美女 2（7月5日、グローリークエスト）他出演:きみと歩実、佐々木あき、河南実里、大槻ひびき、水城りの
- 女戦闘員ハンティング（7月27日、GIGA）共演:はるかみらい、雅さら
- イッちゃうほど感じまくるドスケベ乳首の女達 2（8月3日、ノリマサ工房）他出演:雅さら、桃宮もも、藍原あおい、葉山りん、初音ろな、黒瀬萌衣、小林美央
- ROCKET10周年記念作品 マイクロビキニでドキッ! 巨乳20人! 水泳大会 2018 真夏のエロ水着とおっぱいの祭典!巨乳20人がプールでガチンコエロバトル!!（8月9日、ROCKET）共演:春菜はな、優月まりな、君島みお、三原ほのか、ひなみれん、今井ゆあ、森はるら、新垣智江、二宮和香、葉月美音、西村ニーナ、三苫うみ、羽生ありさ、桜ちなみ、梨杏なつ、椎葉みくる、武田真、優梨まいな、橘メアリー、波多野結衣
- えっ?こんなことしてたの? 本編の裏側でスタッフや裏方さんを痴女責め誘惑 巨乳20人!水泳大会の裏側でド痴女エロドッキリ大作戦（8月23日、ROCKET）共演:優梨まいな、橘メアリー、ひなみれん、椎葉みくる、羽生ありさ
- 女子校生 ブルマ履いたままおもらしオナニー（8月25日、デジタルアーク）他出演:ERIKA、月野ゆりあ、白鳥すず、橘メアリー、星川凛々花、明音ひかる、春乃さくら、藍原あおい、玉木くるみ、宮村ななこ、海空花、希咲あや

2019年
- デカ尻上司はパツパツマイクロミニスカートで社員を誘惑するドスケベ痴女 (1月7日、WEEKENDER)
- 豊富な極上おっぱいプレイを堪能!!ヌルヌル爆乳マットヘルス（1月11日、ケイ・エム・プロデュース/BAZOOKA）他出演:倉多まお、笹倉杏、椎葉みくる
- ある日ウチにやって来た訪問販売の営業レディーが、はちきれんばかりの巨乳をあからさまに見せつけてくるので、思わずガン見。本人も当然ソレを武器に契約を取りに来ているので、あとはもう、されるがままに…（3月8日、ケイ・エム・プロデュース/BAZOOKA）他出演：倉多まお、鈴木さとみ、橘メアリー

### イメージDVD
- 解禁! ましまろGカップ（2016年2月26日、スパイスビジュアル）※「大塚まりみ」名義
- おしりえくぼ。（2017年11月24日、スパイスビジュアル）※「横田奈々未」名義